# 潔芮·哈利維爾
潔芮·哈利維爾（英語：Geraldine Estelle Horner，娘家姓：Halliwell，1972年8月6日—），英國女歌手，1990年代英國辣妹合唱團成員，又名嗆辣妹。於2010及2012年，曾擔任英國版X音素的客席評判，2013年擔任澳洲達人秀評判。

## 早年生活
潔芮生於赫特福德郡的沃特福德綜合醫院，母親安娜·瑪麗亞（Ana Marí）是來自韦斯卡的西班牙人，父親勞倫斯·弗朗西斯·哈利維爾（Laurence Francis Halliwell）擁有瑞典、英格蘭和些許法國血統。她的祖父是生於芬蘭科什奈斯的瑞典人。成為歌手之前，潔芮曾經在馬略卡島上的夜總會做過跳舞女郎。19歲時，她亦做過《太陽報》的第三版女郎，其裸照於成名後不時被成人雜誌如《花花公子》及《閣樓》再度刊登。

## 外部連結
- 官方网站
- Geri Halliwell在互联网电影资料库（IMDb）上的資料（英文）